# کشنده بالا
کشنده بالا یک منطقهٔ مسکونی در افغانستان است که در ولایت بلخ واقع شده‌است.